# Calligaris (azienda)
Calligaris è un'azienda italiana di design e arredamento con sede a Manzano, nel Friuli-Venezia Giulia. Progetta, produce e distribuisce sedie, tavoli, letti, divani, mobili e complementi d'arredo. Cinque i marchi: Calligaris, Connubia, Ditre Italia, Luceplan, Fatboy.

## Storia
Fondata da Antonio Calligaris nel 1923 a Manzano, a una quindicina di chilometri da Udine, è all'inizio una piccola falegnameria artigianale che produce sedie, in particolare la "Marocca", tipica sedia in paglia della zona. Nel dopoguerra, con Manzano che diventa il centro del distretto friulano per la realizzazione di sedie, la Calligaris si trasforma in azienda industriale (è la prima a introdurre nel 1960 l'impagliatrice automatica che riduce il tempo di lavorazione per una sedia da due ore a un minuto e 40 secondi) specializzandosi nella produzione di sedie per conto terzi, in gran parte si tratta di imprese del mobile che poi rivendono il prodotto ai negozianti e società della grande distribuzione come l'Ikea.
Anche con alla guida il figlio di Antonio Calligaris, Romeo, l'azienda continua a produrre solo sedie (1500 al giorno) fino al 1985. Quell'anno inizia la trasformazione dell'azienda che abbandona gradualmente l'attività per conto terzi e realizza, con ai vertici già la terza generazione Calligaris, i fratelli Walter e Alessandro, sempre più prodotti venduti con il proprio marchio. E non più solo sedie ma anche tavoli e poltrone per arrivare poi negli anni, facendo leva sul design, a fornire proposte complete di arredamento per la casa, dai letti ai mobili, dai tappeti all'illuminazione. Già nel 2000 l'azienda offre 650 modelli di mobili, una quindicina d'anni più tardi sono 800 i prodotti a catalogo disponibili in 7.000 versioni. Il pezzo simbolo dell'azienda diventa un tavolo dalla forma ovale, "Orbital", hanno successo anche le sedie imbottite "Annie" e "Stockholm".
Dopo avere aperto una filiale commerciale negli Stati Uniti, nel Nord Carolina (il mercato americano rappresenta il 10% del giro d'affari dell'azienda), e avere aperto altri tre stabilimenti in Friuli e un quarto in Croazia, nel 2007 Alessandro Calligaris (il fratello Walter ha lasciato per dedicarsi ad un'altra attività di famiglia, gli immobili e l'agricoltura) decide di dare più forza all'espansione all'estero ricorrendo all'aiuto di un fondo di private equity: cede così il 40% dell'azienda al fondo LCapital, emanazione del gruppo francese del lusso LVMH di Bernard Arnault. Sono aperti punti di vendita (più di 600 di cui una settantina con il proprio marchio) con l'export che sale sino a sfiorare il 70% del fatturato. Dieci anni più tardi, nel 2014, Calligaris decide di riacquistare la quota dal fondo francese.
Accanto al marchio Calligaris, situato nell'alto di gamma, l'azienda vara anche Connubia, un brand di fascia media che commercia solo sedie e tavoli. Continua anche l'apertura di negozi monomarca (gli ultimi, nel 2017, a Vancouver, Washington e tre in Cina). Nel dicembre 2017 la società acquisisce dalla famiglia De Marchi l'85% di Ditre Italia, azienda trevigiana di imbottiti fondata nel 1976.
Nell'estate 2018 il controllo della società passa ad un fondo di private equity, Alpha. La famiglia Calligaris, con Alessandro che resta alla presidenza dell'azienda, rimane con il 20%. In ottobre nominato il nuovo amministratore delegato, Stefano Rosa Uliana.
Nell'ottobre 2019 Calligaris acquisisce Luceplan, un'azienda di illuminazione di alta qualità (pezzi iconici come "Costanza" e "Hope") fondata a Milano nel 1978 e di proprietà dell'olandese Signify. L'obiettivo è di diventare polo del design.

## Riconoscimenti e certificazioni
- Certificato Elite - identifica chi si distingue per eccellenza
- Good Design Awards 2016 per la poltrona "Lazy" e la collezione Bahia ideata dai designer Dondoli e Pocci
- Certificazione FSC (Forest Stewerdship Council) con la Croazia: impegna Calligaris a seminare una piantina ogni volta che viene usato un tronco per realizzare un elemento d'arredo.[2]

## Dati economici
Nel 2016 i ricavi hanno toccato i 116,7 milioni di euro (+2% rispetto all'anno precedente) con un Ebitda di 18,3 milioni (+18%). Nel 2017 il fatturato ha raggiunto i 140 milioni di euro con un Ebitda di 22,7 milioni (+22,7%). Nel 2018 i ricavi hanno toccato i 142 milioni di euro con una quota export in aumento del 70%. Nel 2020 il fatturato ha registrato un calo a quota 142 milioni rispetto ai 162,4 del 2019.